# Partido judicial (Espanha)
Em Espanha, um partido judicial é uma unidade territorial para a administração de justiça, integrada por um ou vários municípios limítrofes e pertencentes a uma mesma província.
Dentre os municípios que compõem os partidos judiciais, um deles, normalmente o maior ou no que maior número de assuntos litigiosos se produzem, se denomina cabeça de partido judicial. Em dita cabeça encontra-se a sede de um ou vários julgados de primeira instância e instrução. À frente do resto dos municípios do partido judicial encontram-se os julgados de paz.

## História

Mapa dos conventus em Hispania.

A primeira divisão que se fez em Espanha por razões judiciais seria durante o Império Romano. As províncias dividiam-se em conventus, onde periodicamente os habitantes do distrito se reuniam na cabeceira para resolver assuntos legais. Os habitantes podiam ir a um ou outro conventus em função de sua conveniência e a distância que os separasse, é por isso que os limites estavam pouco claros.
A primeira divisão moderna da Espanha em partidos judiciais realizou-se em 1834 —mediante um decreto aprovado o 21 de abril de 1834 no que se subdividirão as províncias—[1] a raiz da nova classificação provincial de Javier de Burgos.[2] Entre as motivações do decreto encontrava-se o emprego dos partidos como circunscrição eleitoral nas eleições a Cortes Gerais do Reino,[3] além de facilitar uma administração judicial mais rápida.[1]  Em 1834 contabilizavam-se em Espanha, exceptuando as províncias forais,[nota 1] um total de 451 partidos judiciais.[4]
Na actualidade o número destes, variável ao longo da história, reduziu-se.[2] Estas divisões seriam a base para os distritos eleitorais e a contribuição.[Esclarecimento requerido] Em 1868 existiam 463 partidos judiciais e uns 8.000 municípios. Os partidos judiciais das cidades autónomas de Ceuta e Melilla, correspondiam até à sua autonomia ao partido número 12º de Cádis e ao 8º de Málaga, respectivamente. Hoje em dia Ceuta segue mantendo o código 12º no seu partido judicial, e Melilla o 8º Desta forma, ainda que em Cádis existe numeração dos partidos judiciais até o 15º, não existe o número 12º, ao igual que em Málaga conclui em 12º sem existir o 8º.

## Partidos judiciais por comunidade/cidade autónoma
- Partidos judiciais de Andaluzia
- Partidos judiciais de Aragão
- Partidos judiciais de Astúrias
- Partidos judiciais de Cantabria
- Partidos judiciais de Castilha-A Mancha
- Partidos judiciais de Castilha e Leão
- Partidos judiciais de Catalunha
- Partido judicial de Ceuta
- Partidos judiciais da Comunidade Valenciana
- Partidos judiciais de Extremadura
- Partidos judiciais de Galiza
- Partidos judiciais das Ilhas Baleares
- Partidos judiciais das Ilhas Canárias
- Partidos judiciais da Rioja
- Partidos judiciais da Comunidade de Madri
- Partido judicial de Melilla
- Partidos judiciais da Região de Múrcia
- Partidos judiciais de Navarra
- Partidos judiciais do País Basco